# Louis Meunier

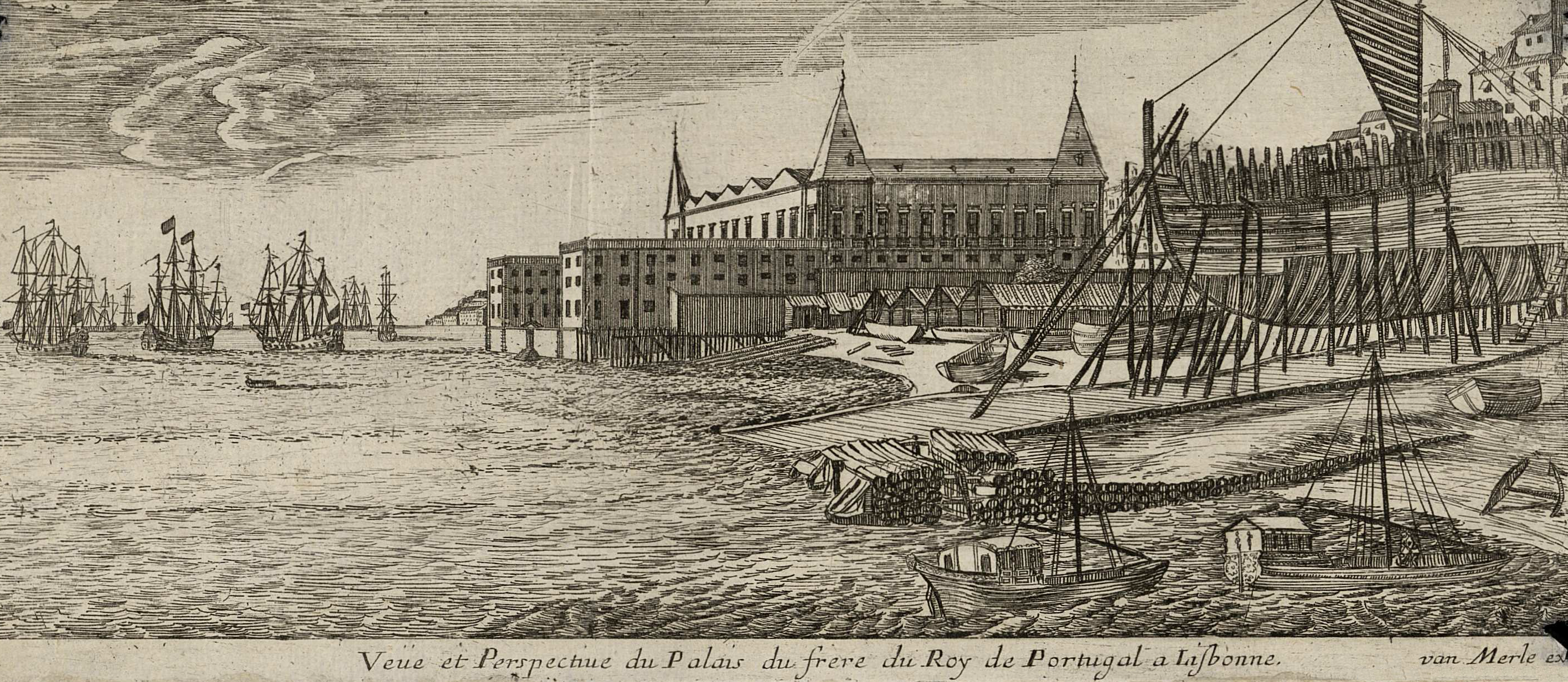
Vista panorámica del palacio del hermano del rey Alfonso VI de Portugal en Lisboa, en 1668.

Louis Meunier (c., 1630–c. 1680) fue un ilustrador y grabador calcográfico de origen flamenco o francés, que trabajó en París, Lisboa, Madrid y Bélgica durante el segundo tercio del siglo xvii.
Distintas instituciones y museos conservan grabados originales de dibujos arquitectónicos y vistas de espacios típicos de ciudades como las mencionadas, a las que también se podrían añadir las hechas en Sevilla, Granada, Toledo, Segovia, o reales sitios como Aranjuez o El Escorial.

## Meunier en el Madrid de los Austrias
Uno de los aspectos más interesantes de la obra desarrollada en el Madrid de Felipe IV por Meunier, como cronista gráfico, es que sus vistas de la ciudad hacia 1660 son las más antiguas conservadas (en la técnica del grabado) y las únicas que dan una idea del aspecto de la entonces joven capital de España, y antes de las reformas acometidas por los borbones en el siglo xviii, en el que los dibujos de Meunier fueron repetidamente reproducidos e imitados, con muy ligeras variaciones (y creando cierto confusionismo cronológico). De entre esas copias posteriores hay que destacar la grabada y editada hacia 1697-1700 por Pieter van den Berge para la obra Theatrum Hispaniae Exhibens Regni Urbes, Villas ac Viridaria magis illustria.... Asimismo, fueron muy habituales en los cosmoramas y Tutilimundi del siglo xix. El Museo de Historia de Madrid y la Biblioteca Nacional de España conservan colecciones sobre este capítulo de la obra de Meunier.

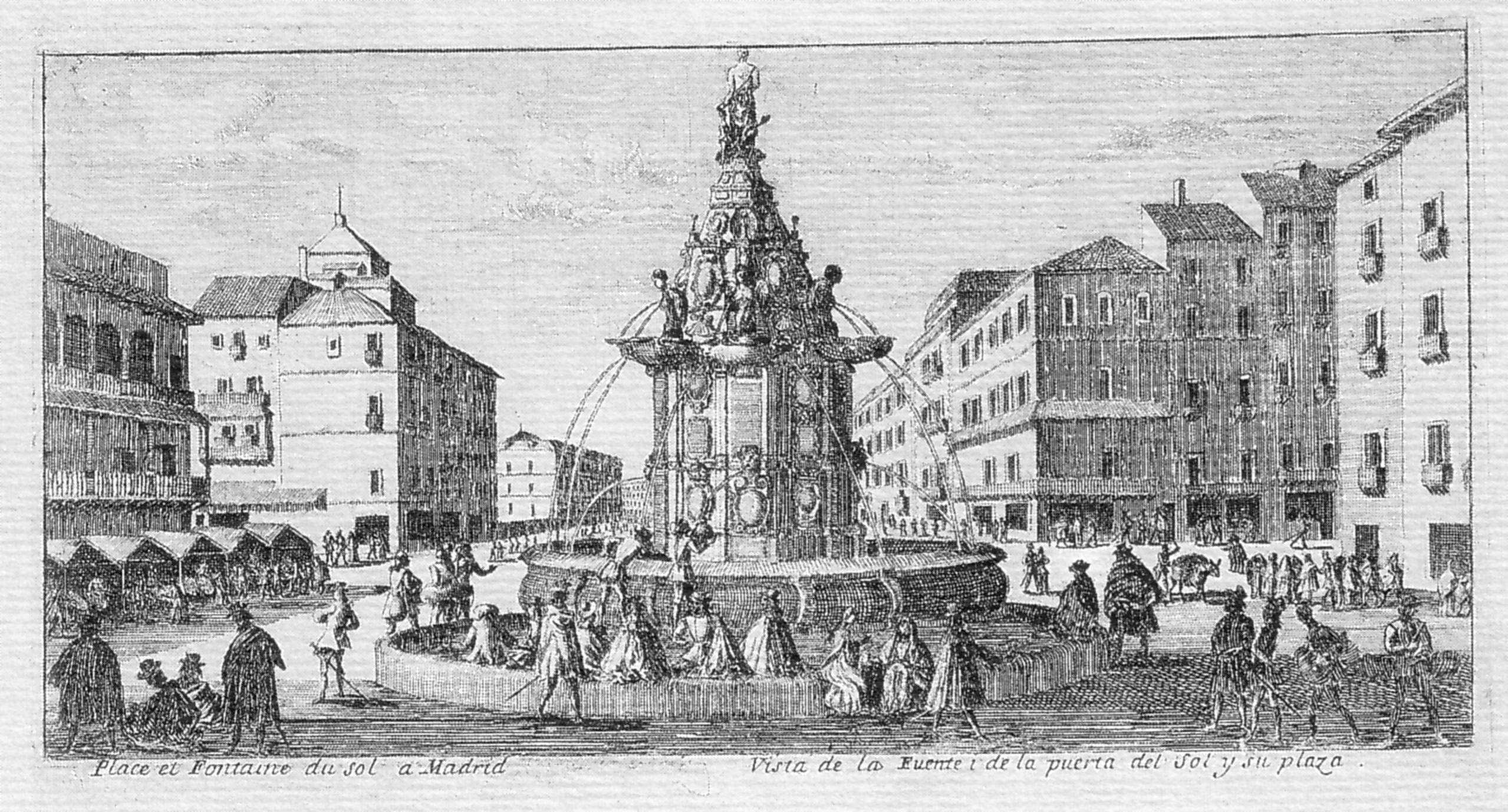
La 'fuente de la Puerta del Sol' o 'fuente del Buen Suceso' por encontrarse en esa plaza de Madrid y frente al Hospital del Buen Suceso, ya desaparecido; también llamada 'fuente de la Mariblanca, de Venus o de Diana' (según qué cronista), por la estatua que coronaba su estructura, y 'fuente de las Arpías', por las extrañas figuras que circundaban su pedestal.(El grabado es una copia de 1863)
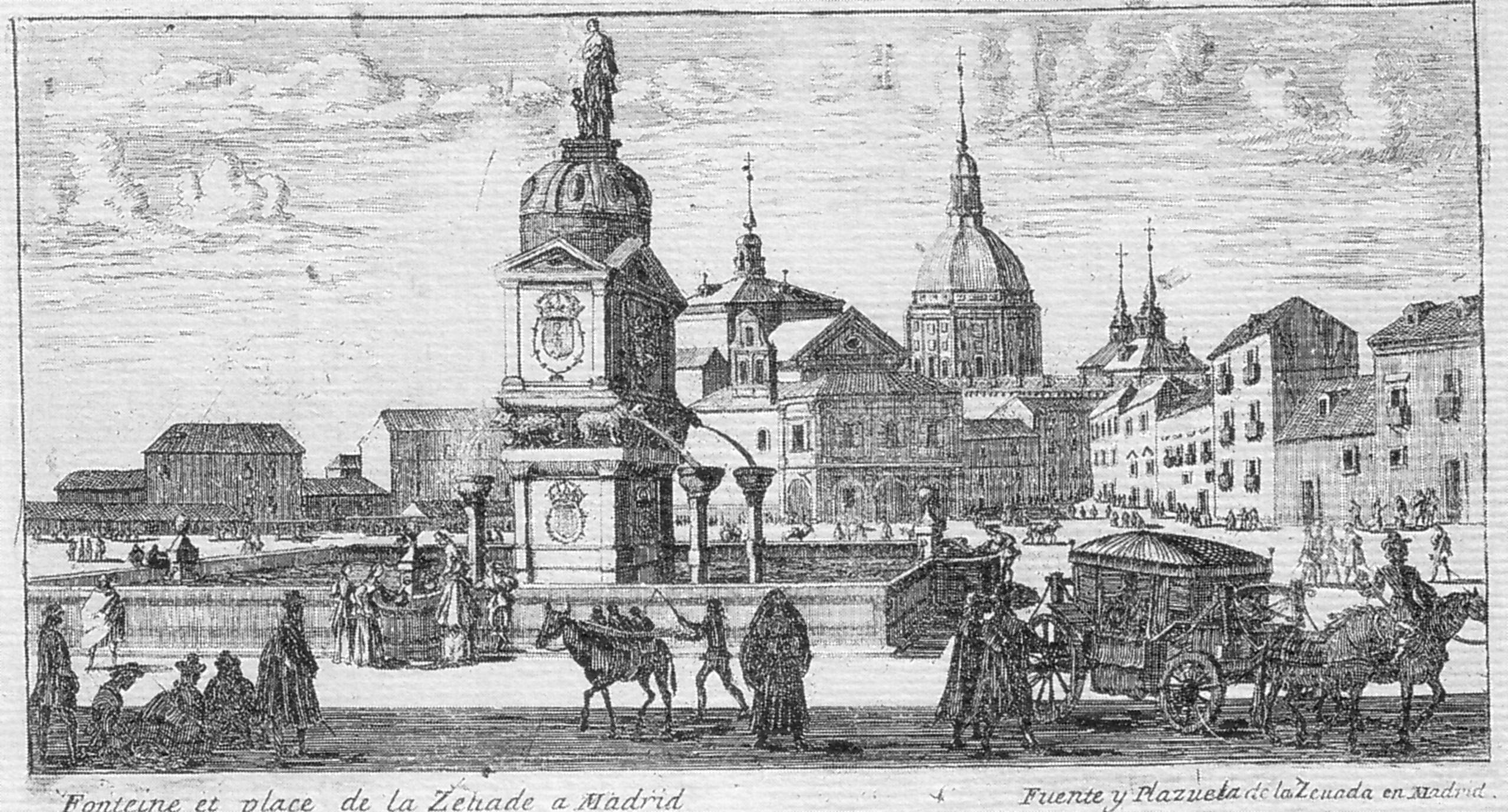
La 'fuente de la Abundancia' o 'fuente de la plaza de la Cebada' que entre 1618-1840 estuvo en esa plaza del viejo Madrid, tradicional espacio de mercado, al que llegaban los arrieros por la vecina Puerta de Moros a comerciar sus mercancías, precedente del mercado de la Cebada construido en 1868. (El grabado es una copia de 1866)